# Sizing
Sizing kallas det att ytbehandla armeringsfibrerna i en fiberkomposit för att öka dess vätande och bindande förmåga men även för att skydda den mot nötning.